# 四万十市安並運動公園野球場

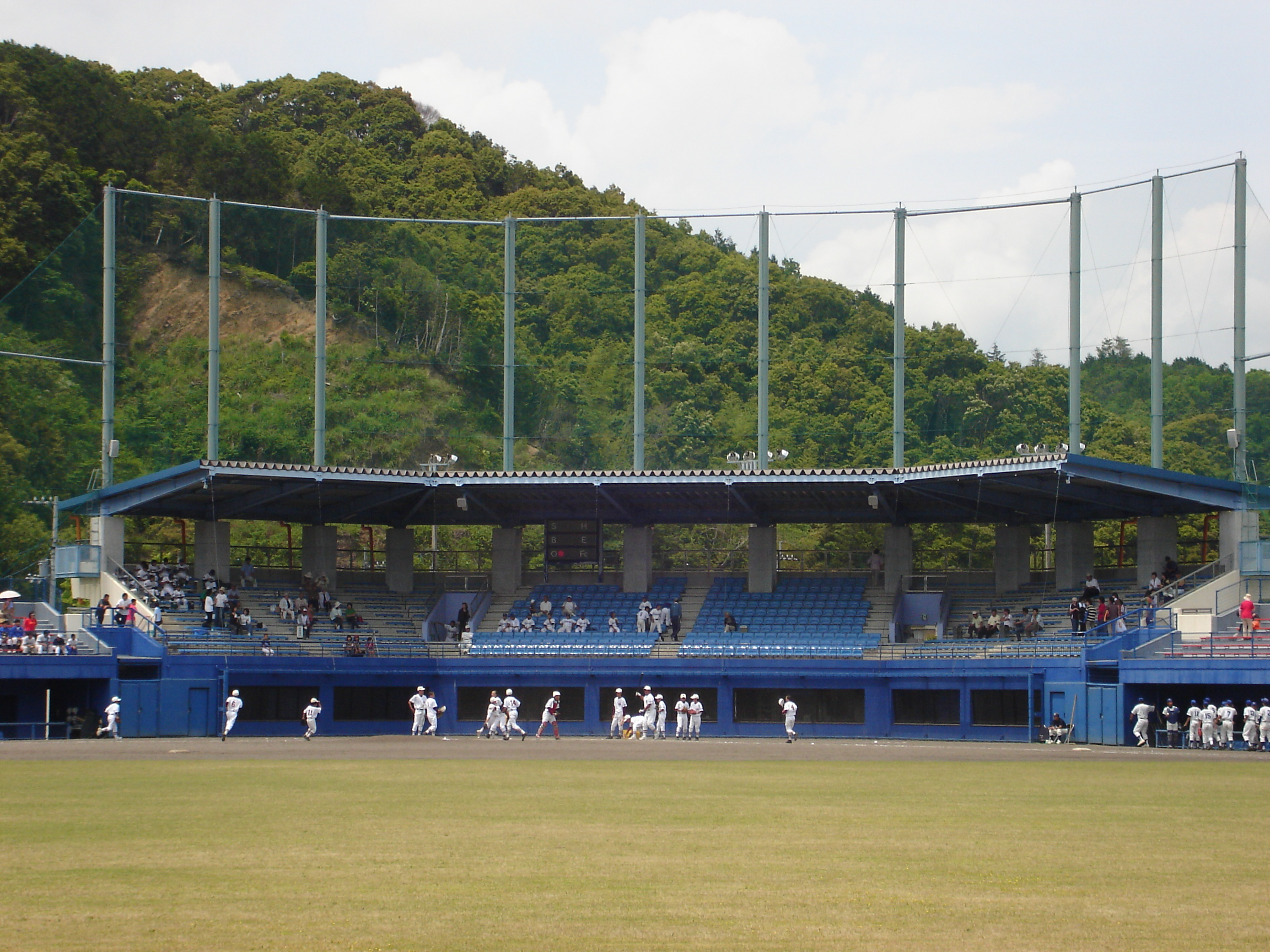
四万十スタジアム 外野から

四万十市安並運動公園野球場（しまんとしやすなみうんどうこうえんやきゅうじょう）は、高知県四万十市にある野球場。愛称は四万十スタジアム（しまんとスタジアム）。四国アイランドリーグplusの試合（主催は高知ファイティングドッグス）を数試合開催している。

## 施設概要
- グラウンド面積：13,400m2<
- 両翼：98m、中堅：122m
- 内野：土、外野：天然芝
- 収容人員：1,480人（メインスタンド806人　内野スタンド：座席674人、外野スタンドなし）
- 内野スタンドに屋根あり
- スコアボード：磁気反転式（得点表示部は7セグメント式）
- ナイター設備なし

## 交通機関
- 鉄道：土佐くろしお鉄道中村線 中村駅より車で約5分、徒歩で約30分